# Aboisso
Aboisso je grad u Obali Bjelokosti, glavni grad regije Sud-Comoé. Nalazi se stotinjak kilometara sjeveroistočno od Abidjana i 35 km zapadno od državne granice s Ganom. Stanovništo regije bavi se poljoprivredom i trgovinom.
Godine 1988. Aboisso je imao 21.348 stanovnika. Nastanjen je pretežito pripadnicima etničke skupine Agni (Anyi).

## Vanjske poveznice

### Ostali projekti
|  | Zajednički poslužitelj ima još gradiva o temi Aboisso |